# АЕК Арена
„АЕК Арена – Георгиос Карапатакис“ (на гръцки: AEK Αρένα – Γεώργιος Καραπατάκης) е футболен стадион в град Ларнака, Кипър. Открит е през 2016 г. и служи за домакинските срещи на „АЕК Ларнака“ и „Кармиотиса“. Капацитетът му е 8000 седящи места.